# Wilhelmina (molen)
De Wilhelmina is een korenmolen in het dorpje Noorderhoogebrug, vlak bij de stad Groningen.
De voorganger van deze molen, de koren- en pelmolen 'De Hoogebrug' is in 1906 afgebrand. Het jaar daarop werd met gebruikmaking van molen 'De Leeuw' uit Sappemeer de huidige, hoge molen, gebouwd als koren- en pelmolen. De pelstenen zijn al relatief snel verwijderd, de molen bleef daarna als korenmolen met drie koppels maalstenen in bedrijf. In 1947 kwam er door een storm een einde aan het malen op windkracht. Het jaar daarop veranderde de molen van eigenaar. De nieuw eigenaar kreeg uiteindelijk in 1963 een restauratie van de grond. Bij deze gelegenheid veranderde de naam van de molen, De Leeuw, in de naam van de molenaarsvrouw, Wilhelmina. In 1972 werd de molen andermaal slachtoffer van een storm. Na een uitvoerige restauratie is de molen vanaf 1982 geregeld op vrijwillige basis in bedrijf. In de jaren negentig is het wiekenkruis na storm vervangen door een nieuw wiekenkruis met zelfzwichting. Onder in de molen is een winkeltje waarin producten worden verkocht die zijn gemalen door het vrijwillig molenaarsechtpaar. De molen was jarenlang eigendom van de Molenstichting Hunsingo en Omstreken, de huidige eigenaar is Stichting De Groninger Poldermolens. De bedoeling is dat deze korenmolen door een andere eigenaar wordt overgenomen. Tot de verhoging van korenmolen Edens in Winschoten was deze molen de hoogste molen van de provincie Groningen.